# Joppa macrospila
Joppa macrospila är en stekelart som beskrevs av Cameron 1911. Joppa macrospila ingår i släktet Joppa och familjen brokparasitsteklar. Inga underarter finns listade i Catalogue of Life.